# Proquasimus
Proquasimus là một chi bọ cánh cứng trong họ 
Elateridae.
Chi này được miêu tả khoa học năm 1932 bởi Fleutiaux.

## Các loài
Chi này có các loài:
- Proquasimus micros (Fairmaire, 1903)